# Salt atlètic
El salt atlètic comprèn les proves de l'atletisme on l'objectiu és realitzar un salt de diferents maneres segons la prova més alt o llarg.

## Salt d'alçada
Vegeu Salt d'alçada

### Tècnica
L'atleta realitza un carrera curvilínia en forma de "J" fins a arribar al llistó, que saltarà fent la batuda amb la cama contrària de la direcció del salt i arquejant l'esquena.

### Marques
El rècord del món masculí el té Javier Sotomayor amb 2 metres 45 centímetres. El rècord femení va a càrrec de Stefka Kostadínova amb una marca de 2 metres i 5 centímetres.

## Salt amb perxa
Vegeu Salt amb perxa

### Tècnica
L'atleta s'ajuda d'una perxa de fibra de vidre o de carboni d'uns 5 metres de llargada per superar el llistó del saltòmetre. El saltador, després d'una cursa d'uns 40 metres, recolzant la perxa en un caixetí reglamentari i agafant-la amb les mans, intenta de superar el llistó passant primer les cames, després el cos i finalment els braços, prèviament havent deixat anar la perxa. L'atleta acaba la prova eliminat després del tercer intent fallit.

### Marques
El rècord mundial masculí és de 6’16 metres per Lavillenie, i el femení de 5 metres per Ielena Issinbaieva.

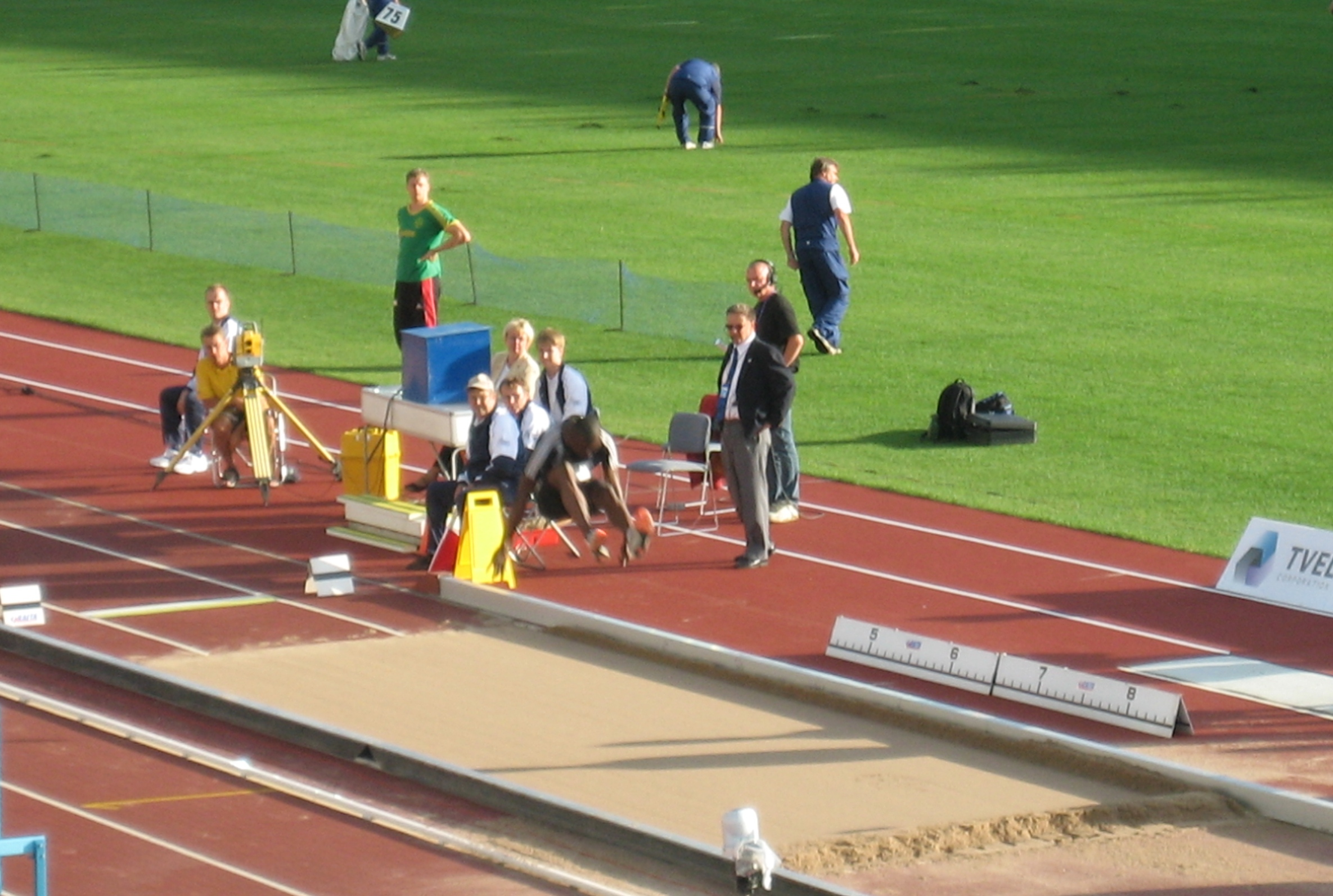
Salim Sdiri fent un salt de llargada.

## Salt de llargada
Vegeu Salt de llargada

### Tècnica
L'atleta corre uns 40 m fins a la taula de batuda, enterrada al mateix nivell de la pista (d'1,22 m de llargada per 0,20 m d'amplada), i, sense trepitjar-la, efectua un salt en extensió sobre la zona de caiguda coberta de sorra (fossat de sorra); la llargada del salt és amidada des del final del llistó d'impuls fins a la marca més propera deixada per l'atleta.

### Marques
El rècord mundial masculí és de 8,95 metres (1991), assolit per M. Powell (EUA), i el femení és de 7,52 metres (1988), assolit per G. Čistjakova (URSS).

## Triple salt
Vegeu Triple salt

### Tècnica
L'atleta, després d'una cursa d'impuls fins a la taula de batuda, salta sobre el mateix peu amb què ha efectuat la impulsió i, a continuació, ho fa sobre l'altre peu per caure amb tots dos peus sobre la zona de recepció, situada a uns 13 m de distància.

### Marques
El rècord mundial masculí és de 18,29 metres (1995), assolit per J. Edwards (Gran Bretanya) i, per al femení, de 15,50 m, assolit per I. Kravets (Ucraïna) el 1995.